# カッラーラ
カッラーラ（伊: Carrara）は、イタリア共和国トスカーナ州マッサ＝カッラーラ県にある都市で、人口約60,000人の基礎自治体（コムーネ）。
古来大理石の生産地として知られる。とくにカッラーラ・ビアンコと呼ばれる白大理石で著名であり、ミケランジェロのダビデ像などに用いられている。

## 名称
日本語文献では、カラーラ、カルラーラとカタカナ表記されることもある。

## 地理

### 位置・広がり

#### 隣接コムーネ
隣接するコムーネは以下の通り。括弧内のSPはラ・スペツィア県所属を示す。
- フィヴィッツァーノ
- フォズディノーヴォ
- マッサ
- オルトノーヴォ (SP)
- サルザーナ (SP)

### 気候分類・地震分類
カッラーラにおけるイタリアの気候分類 (it) および度日は、zona D, 1601 GGである。
また、イタリアの地震リスク階級 (it) では、zona 3 (sismicità bassa) に分類される。

## 歴史
マッサとは15世紀から19世紀までマッサとカッラーラで公国を構成していた。

## 経済・産業
大理石の生産で最も重要な中心で、有名な白大理石はアプアーネ・アルプス近辺から産出する。
古代ローマの神殿やルネッサンス期の彫刻(ミケランジェロのダビデ像)、近年ではロンドンのマーブル・アーチや2007年に完成したアブダビのシェイク・ザーイド・モスクに石材を提供してきた。

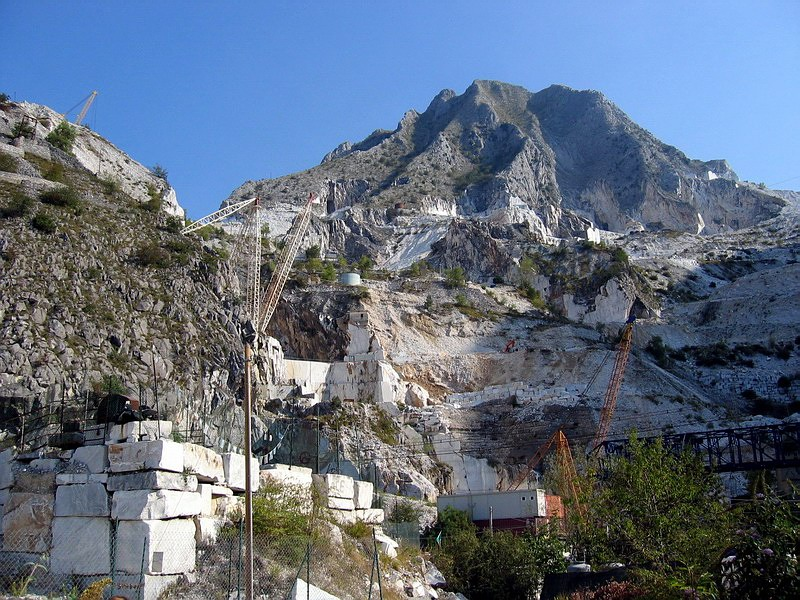
石切り場

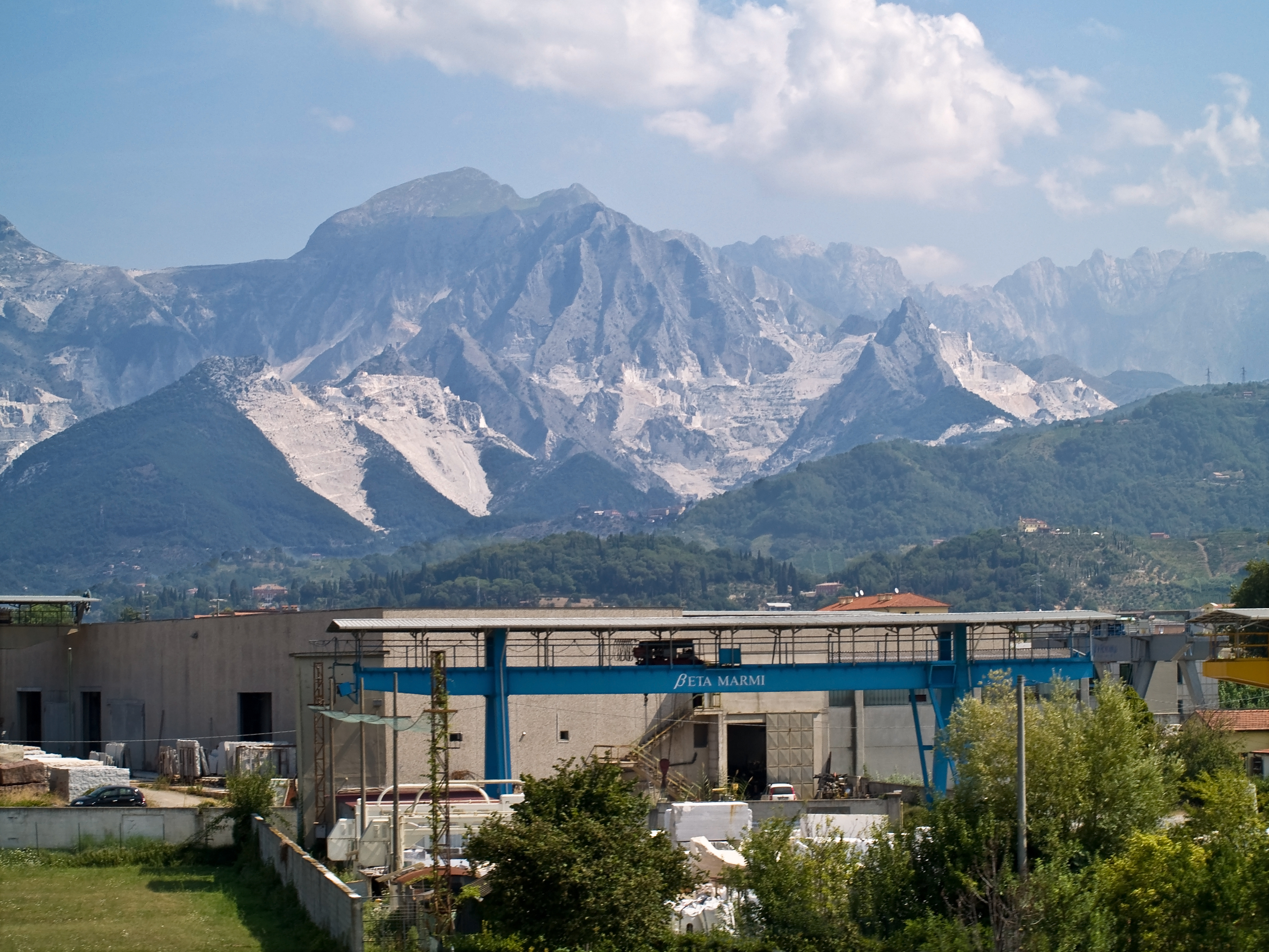
大理石採掘の跡を見せる山肌

分離集落のひとつコロンナータでは、大理石の桶を使用して製造されるラルド・ディ・コロンナータというラルド（豚の背脂の加工品）が名産。

## 文化
街の記念碑としては12世紀の大聖堂と現在は「美術アカデミー」なっている16世紀のドゥカーレ宮殿などがある。

## スポーツ

### サッカー
プロサッカークラブであるカッラレーゼ・カルチョが本拠を置く。2017-18シーズンはセリエC（3部リーグ）に属する。

## 行政

### 分離集落
カッラーラには、以下の分離集落（フラツィオーネ）がある。
- Avenza, Bedizzano, Bergiola, Castelpoggio, Codena, Colonnata, Fontia, Gragnana, Marina di Carrara, Miseglia, Noceto, Sorgnano, Torano

## 姉妹都市
- インゴルシュタット、ドイツ
- エレバン、アルメニア
- グラース、フランス
- オポーレ、ポーランド
- クラグイェヴァツ、セルビア
- ノベルダ、スペイン

## カッラーラ出身の人物
- クリスティアーノ・ザネッティ - サッカー選手
- ジョルジョ・キナーリャ - サッカー選手
- ジャンルイジ・ブッフォン - サッカー選手
- フェデリコ・ベルナルデスキ - サッカー選手
- ジュゼッペ・フランキ - 彫刻家

## ゆかりのある人物
- 緒方良信 - 彫刻家
- So Izumi - 彫刻家
- 和泉美奈子 - 織物作家
- 中村真木 - 彫刻家